# Gesetz zur Kooperation und Information im Kinderschutz
Das Gesetz zur Kooperation und Information im Kinderschutz (KKG) ist ein deutsches Bundesgesetz. Es wurde als Artikel 1 des Bundeskinderschutzgesetzes (BKiSchG) am 27. Oktober 2011 verabschiedet und gilt seit dem 1. Januar 2012.

## Aufgaben
Das KKG flankiert die Vorschriften § 8a Schutzauftrag bei Kindeswohlgefährdung (neue Fassung), § 8b Fachliche Beratung und Begleitung zum Schutz von Kindern und Jugendlichen (neu), § 42 Inobhutnahme (neu) und § 79a (neu) des SGB VIII. Die Herausnahme nach § 43 als Rechtsposition des SGB VIII entfiel bereits 2005 bei Einführung des § 8a. Das Gesetz hilft auch bei der Umsetzung der § 1631 und § 1666 BGB.

## Inhalte
§ 1 Kinderschutz und staatliche Mitverantwortung
§ 2 Information der Eltern über Unterstützungsangebote in Fragen der Kindesentwicklung
§ 3 Rahmenbedingungen für verbindliche Netzwerkstrukturen im Kinderschutz
§ 4 Beratung und Übermittlung von Informationen durch Geheimnisträger bei Kindeswohlgefährdung (Hier wurden 2021 den Ärzten noch Zahnärzte hinzugefügt.)
§ 5 Mitteilungen an das Jugendamt (Diese Vorschrift wurde 2021 angefügt, um Erkenntnisse aus Strafverfahren übermitteln zu können.)
§ 6 Beratung im medizinischen Kinderschutz (gilt ab 2026)
Nach § 1 Abs. 3 KKG hat die staatliche Gemeinschaft Eltern ausreichend bei der Ausübung ihrer Erziehungsverantwortung zu unterstützen. In Bezug auf Frühe Hilfen bedeutet dies, dass werdende Eltern bereits während der frühen Schwangerschaft bedarfsgerecht durch Anleitung und Hilfestellung bei der Versorgung des Säuglings und beim Aufbau einer Beziehung zum Kind zu unterstützen sind.

## Sonstiges
Neben dem KKG und dem Bundeskinderschutzgesetz bestehen auch Landes-Kinderschutzgesetze einzelner Bundesländer.
Das Berliner Kinderschutzgesetz existiert seit dem 17. Dezember 2009.